# Илинден (село)
Вижте пояснителната страница за други значения на Илинден.
Илѝнден е село в Югозападна България, област Благоевград, община Хаджидимово. В близост до селото е изграден ГКПП Илинден - Ексохи (Възем). До 1951 година името на селото е Либяхово.

## Население

### Етнически състав
Преброяване на населението през 2011 г.
Численост и дял на етническите групи според преброяването на населението през 2011 г.:
|                     | Численост |
| Общо                | 100       |
| Българи             | 99        |
| Турци               | -         |
| Цигани              | -         |
| Други               | -         |
| Не се самоопределят | -         |
| Неотговорили        | 1         |

## География
Село Илинден се намира в планински район. Разположено е в северните склонове на планината Стъргач. Отстои на 14 километра югозападно от общинския център Хаджидимово и на 18 километра югоизточно от град Гоце Делчев. Климатът е преходносредиземноморски с планинско влияние с летен минимум и зимен максимум на валежите. Средната годишна валежна сума е около 700 мм. През землището на селото тече река Мътница. Почвите са предимно рендзини (хумусно-карбонатни). Населението намалява поради изселвания, по масови през 1958 – 1959 за селата Левуново и Спатово, град Нови Кричим и село Кремиковци.

## История
Според професор Иван Дуриданов селищното име Либяхово със засвидетелствана по-ранна форма Любяхово произлиза от личното име Любьхъ. Според едно местно предание името произлиза от името на някой си Али бей, а според друго – от голямата любов, сплотявала жителите му срещу турските золуми по време на османската власт.
На 2 km източно от селото е разположена крепостта Градище.
През XIX век Либяхово е голямо село с преобладаващо българско население, числящо се към Неврокопската кааза на Серския санджак. В 1828 – 1831 година е построена църквата „Успение Богородично“. В „Етнография на вилаетите Адрианопол, Монастир и Салоника“, издадена в Константинопол в 1878 година и отразяваща статистиката на населението от 1873 година, Любяхово (Lubiahovo) е посочено като село с 253 домакинства и 850 жители българи.
В 1889 година Стефан Веркович (Топографическо-этнографическій очеркъ Македоніи) отбелязва Либяхово като село с 245 български къщи.

През 1891 година Васил Кънчов посещава Неврокопско и оставя интересни пътни бележки за Либяхово. Ето какво пише той:
| „ | Либяхово има много хубав изглед. То е разположено на един малък приток на р. Буровица. Има прекрасен вид от върха, гдето бях аз. Над него по върха се виждат обработени ниви, а надолу – ливади. То брои 300 къщи български. Селяните са разбудени като гайтаниновци. От 1870 г. имат българско училище. Стояха в редовете на първите борци в борбата с владиката, но през 1887 г., заплашени силно от военния комендант в Неврокоп, признаха властта на владиката. Тая година те наново се отказаха от него. | “ |

Съгласно статистическите изследвания на Васил Кънчов („Македония. Етнография и статистика“) към 1900 година населението на селото брои общо 1720 души, от които 1660 българи-християни и 60 цигани.
По данни на секретаря на Българската екзархия Димитър Мишев („La Macédoine et sa Population Chrétienne“) в 1905 година християнското население на Либяхово (Libiahovo) се състои от 1800 българи екзархисти и 18 цигани. В селото функционира българско начално училище с 1 учител и 65 ученици.
При избухването на Балканската война в 1912 година 55 души от Либяхово са доброволци в Македоно-одринското опълчение.
През 1923 година в Либяхово е създадена земеделска кооперация „Вълковица“. Към 1935 година тя има 79 члена.

## Личности
В края на XIX век Либяхово е българско православно село, една от крепостите на българщината в Неврокопско. Видни просветни дейци и участници в църковно-националните борби на българите в Източна Македония от селото са Георги Зимбилев (1820 – 1880), Харитон Карпузов (1827 – 1899), Атанас Поппетров (1850 – 1933) и Стоян Зимбилев (1860 – 1912). В Либяхово са родени членовете на големия род Сарафови, като сред видните му представители са водачът на ВМОК Борис Сарафов (1872 – 1907), брат му Кръстьо Сарафов (1876 – 1952) – виден артист, сестра им Злата Сарафова и други. От селото са Димитър Арнаудов (1874 – 1937) – деец на ВМОРО и ВМРО (обединена) и войвода на ВМРО Атанас Попов (1884 – 1928). В Либяхово е роден и видният художник Константин Гърнев (1894 – 1966) и писателят/поет Иван Захариев (1941-2021), издал няколко стихосбирки.